# Вологда (річка)
Во́логда (рос. Во́логда) — річка в Вологодській області Росії, права притока Сухони (басейн Північної Двіни).

## Загальні дані

Схема басейну Північної Двіни

Довжина 155 км, площа сточища —  3030 км ².
Великі притоки — Сіндошь, Масляна, Тошня (усі праві).
На річці — місто Вологда і село Молочне.
Вологда бере початок в лісистому районі на північний захід від міста Вологди. Течія у верхів'ях досить швидка, річище звивисте. Загальний напрямок течії річки — на схід. У північно-західних передмістях Вологди річка приймає свою найбільшу притоку — Тошню.
Після міста річка виходить на велику заболочену низовину. Течія майже зникає. Вологда впадає у Сухону за декілька сотень метрів вище гирла Лєжи. За два кілометри до гирла від Вологди відходить бічна протока, так звана Окільна Сухона, що з'єднує Вологду і Лєжу.
Вологда судноплавна від впадання Тошни.

## Притоки
(Км від гирла)
- 7 км: річка Вьокса (лв)
- 7 км: протока Окільна Сухона (пр)
- 27 км: річка Шограш (пр)
- 31 км: річка Золотуха (Содіма, Собіма) (пр)
- 39 км: річка Пудежка (лв)
- 46 км: річка Тошня (пр)
- 59 км: річка Козьма (пр)
- 73 км: річка Поченьга (пр)
- 74 км: річка Манега (лв)
- 76 км: річка Перженьга (пр)
- 94 км: річка Масляна (пр)
- 102 км: річка Сіндошь (пр)
- 109 км: річка Шомиця (лв)
- 120 км: річка Вотча (лв)

## Екологія
На 2007 рік Вологда була однією з найзабрудненіших річок басейну Північної Двіни. Її води визначалися як брудні (4-й клас, розряд «б»). У попередніх років, протягом 15-20 років річка також була однією з двох найзабрудненіших річок (разом з річкою Пельшма) басейну Сухони, її вода оцінювалася як «брудна» й «екстремально брудна».